# Ning'an
Ning'an (宁安市S, Ning'anP) è una città-contea della Cina, situata nella provincia di Heilongjiang e amministrata dalla prefettura di Mudanjiang.